# 약속 (킨키 키즈의 노래)
〈약속〉(일본어: 約束 야쿠소쿠[*])은 KinKi Kids의 28번째 싱글이다.

## 개요
전작 〈Secret Code〉 이래, 약 5개월 만의 싱글이다.

## 수록곡

### 초회 한정반
1. 約束 / 약속
작사: 아사리 싱고 / 작곡: 카토 유스케 / 편곡: 이에하라 마사키, 카토 유스케 / 코러스 어레인지: 타카하시 테츠야
2. ユメハジメハナ / 꿈꾸기 시작한 꽃
작사: 마에다 타카히로 / 작곡: 하야시다 켄지 / 편곡: 사쿠마 마코토
3. 旅立ちの日 / 떠나는 날
작사: Satomi / 작곡: 마츠모토 료키 / 편곡: CHOKKAKU
4. 約束 (Backing Track)

### 통상반
1. 約束 / 약속
2. ユメハジメハナ / 꿈꾸기 시작한 꽃
3. Loving
작사·작곡: 키노시타 토모야 / 편곡: 이시즈카 토모키